# János Cselinácz
János Cselinácz (ur. 7 lutego 1986 w Mohaczu) – węgierski wioślarz.

## Osiągnięcia
- Mistrzostwa Świata U-23 – Glasgow 2007 – dwójka podwójna – 10. miejsce[1].
- Mistrzostwa Świata – Poznań 2009 – ósemka wagi lekkiej – 9. miejsce[1].